# Canal HV
Canal HV, Hortensia Vidaurre, también conocido como Parece Mentira, es un programa de conversación y comedia chileno, transmitido por la señal de cable Vive!. Es conducido por Felipe Izquierdo, y su duración es de una hora al aire, entre las 21:00 y las 22:00. Se caracteriza por entablar un debate y conversación en clave cómica y poco convencional, utilizando el absurdo como recurso humorístico.

## Historia

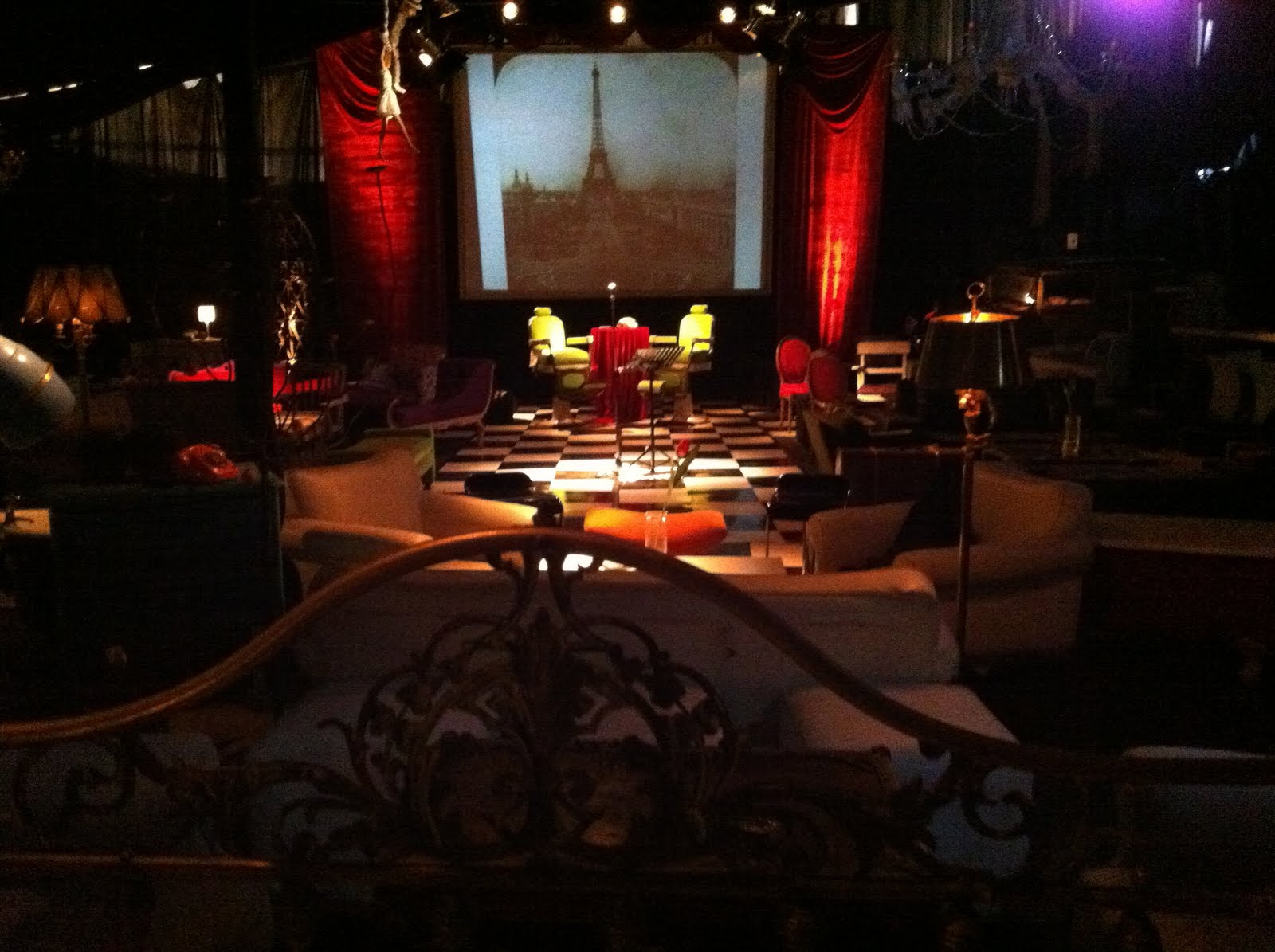
Estudios Canal HV

Comenzó a emitirse el lunes 7 de abril de 2014 a las 21:00, bajo la conducción de Felipe Izquierdo y con el patrocinio de Hortensia Vidaurre, dueña y benefactora del programa, cuya identidad es misterio. Sus panelistas son la actriz argentina Mariú Martínez, el luchador grecorromano (ficticio) Marcelo Rojas, el físico (ficticio) Anders Lamberg Soto, el mago (ficticio) Raúl Ernesto Encina y el periodista Tomislav Tomic.
Si bien el programa era básicamente una sátira y mantuvo una base de humor absurdo desde el comienzo, progresivamente fue incorporando contenidos culturales a través de sus invitados.
De igual forma, Izquierdo ha hecho evolucionar el perfil de los panelistas estables, mezclando hechos reales de sus propias vidas con otros ficticios.
- Raúl Ernesto Encina: Personifica a un mago que supuestamente habría salido de Chile cuando pequeño y que hoy triunfaría en Las Vegas. Su espectáculo cambia notablemente a lo largo del programa, y en clave sarcástica es acusado de zoofilia y estafa, cargos que ha desmentido. En su parodia de currículum figura haber sido campeón de yoyó y diácono, además de Playboy. En la vida real es fotógrafo y ofrecía un espectáculo que mezcla magia con comedia stand-up.
- Marcelo Rojas: Recientemente asentado en Chile tras regresar supuestamente desde Turquía, tendría 3 esposas en dicho país. Experto en seguridad y espionaje, se supone que asesoró al gobierno turco, por lo cual habría sido electo senador. En la vida real es garzón.
- Anders Lamberg: Asociado en primera instancia con un psicópata, se le adjudica una relación sentimental. Perdió el Premio Nobel de Física, y fue homenajeado en la escuela de ingeniería de Beaucheff. Es el asistente técnico del canal HV. En la vida real es mago en el centro de eventos Casa Baco.[4]
- María Eugenia Martínez Pinilla Cordero Gorkul: Actriz en Corrientes, Buenos Aires. Aporta la nota de belleza y sensatez. Actualmente vive con su novio y madre en Santiago.
- Tomislav Tomic: Periodista de la Universidad de Chile y jefe de prensa de canal HV. Es relacionado con la presentadora de televisión, Tonka Tomicic.

### Nuevo enfoque
A partir de 2015, el formato del programa cambia. El equipo de panelistas estables es reemplazado (tras la partida de Mariú Martínez) por un enfoque más misceláneo, con invitados esporádicos, aunque conservando el esquema de conversación relativamente informal. Entre quienes permanecen figuran Orlando Cecchi, Juan Carlos Cánepa, Tomislav Tomic, Anders Lamberg, Marcelo Rojas y Raúl Encina.

## Equipo
- Felipe Izquierdo (conducción)
- Mariú Martínez
- Raúl Encina
- Marcelo Rojas
- Anders Lamberg
- Tomislav Tomic

### Participaciones especiales
- Andrés Rillón, (acreditado como el "presidente del Directorio"
- Orlando Cecchi, historiador y vaticanista, invitado recurrente en los capítulos finales.
- Juan Carlos Cánepa, abogado y comentarista internacional.
- Horacio Albornoz, "Coach" y asesor en empresas.
- Fernando Larraín, actor, presente en varios capítulos a lo largo del programa.
- Cristian McClean, gaitero, presente en el capítulo piloto y en el final de la primera temporada.
- Mario Osses, abogado y expresidente de Chile democrático, invitado recurrente en los capítulos finales.
- Federico Sánchez.
- Marcelo Comparini.